# Trần Thới (xã)
Trần Thới là một xã thuộc huyện Cái Nước, tỉnh Cà Mau, Việt Nam.

## Địa lý
Xã Xã nằm ở phía nam huyện Cái Nước, có vị trí địa lý:
- Phía đông giáp xã Đông Thới
- Phía tây giáp huyện Phú Tân
- Phía nam giáp huyện Đầm Dơi và huyện Năm Căn
- Phía bắc giáp thị trấn Cái Nước và xã Tân Hưng Đông.

Xã Trần Thới có diện tích 42,15 km², dân số năm 2022 là 15.272 người, mật độ dân số đạt 362 người/km².

## Hành chính
Xã Trần Thới được chia thành 12 ấp: An Hưng, Bình Thành, Cái Chim, Công Trung, Đầm Cùng, Đông Mỹ, Mỹ Đông, Mỹ Hóa, Mỹ Hưng, Mỹ Tân, Mỹ Thuận, Nhà Vi.

## Lịch sử
Năm 1947, thành lập xã Trần Thới trên cơ sở lấy tên của chiến sĩ Trần Văn Út và chiến sĩ Dương Văn Thới đã anh dũng hy sinh trong trận chống càn của giặc Pháp và ấp Cái Muối.
Xã Trần Thới có 13 ấp: Truyền Huấn, Mỹ Đông, Mỹ Điền, Đông Mỹ, Bảng Đá, Cái Muối, Tân Mỹ, Mỹ Hưng, Nhà Vi A, B, Cái Chim, Bàu Chấu, Kiến Vàng.
Khoảng năm 1948 – 1949, giao ấp Truyền Huấn về huyện Năm Căn, khu vực Đầm Cùng giao cho xã Quách Phẩm.
Năm 1951, quận Ngọc Hiển được chia thành quận Ngọc Hiển và quận Trần Văn Thời. Xã Trần Thới thuộc quận Trần Văn Thời.
Năm 1963, thành lập xã Đông Thới trên cơ sở các ấp Đông Mỹ, Mỹ Đông, Mỹ Điền của xã Trần Thới và một số ấp của xã Tân Hưng Đông.
Xã Trần Thới còn lại 10 ấp: Cái Muối, Bảng Đá, Tân Mỹ, Mỹ Hưng, Nhà Vi A, Nhà Vi B, Cái Chim, Dân Quân, Bào Chấu, Kiến Vàng.
Ngày 25 tháng 7 năm 1979, Hội đồng Chính phủ ban hành Quyết định số 275-CP về việc:
- Sáp nhập 2/5 diện tích đất và dân số vào huyện Phú Tân theo Quyết định số 326-CP.[6]
- Sáp nhập 2 ấp: Cái Chim, Nhà Vi A của xã Trần Thới vào xã Nghĩa Hiệp.
- Thành lập xã Việt Thắng thuộc huyện Phú Tân trên cơ sở một phần của xã Việt Khái và 3 ấp: Kiến Vàng, Bàu Chấu, Dân Quân của xã Trần Thới.

Xã Trần Thới còn 5 ấp: Mỹ Hưng, Cái Muối, Bảng Đá, Nhà Vi B, Tân Mỹ. Sau đó, chia 5 ấp thành 10 ấp: Thới Thắng, Thới Mỹ, Thới Hòa, Thới Bình, Thới Thành, Thới Công, Thới Trung, Thới Hưng, Thới An, Thới Thuận.
Ngày 17 tháng 5 năm 1984, Hội đồng Bộ trưởng ban hành Quyết định 75-HĐBT về việc sáp nhập xã Việt Thắng thuộc huyện Phú Tân mới giải thể vào huyện Cái Nước quản lý.
Ngày 14 tháng 2 năm 1987 của Hội đồng Bộ trưởng ban hành Quyết định số 33B-HĐBT về việc:
- Sáp nhập một phần bao gồm 3 ấp: Đông Mỹ, Mỹ Đông, Mỹ Tân của xã Tân Thới mới giải thể vào xã Trần Thới.
- Sáp nhập ấp Tân Mỹ của xã Trần Thới vào thị trấn Cái Nước.

Xã Trần Thới có 3.545 hécta đất và 3.076 nhân khẩu.
Xã Trần Thới có 12 ấp: Đầm Cùng, Mỹ Hưng, An Hưng, Công Trung, Nhà Vi, Cái Chim, Bình Thành, Đông Mỹ, Mỹ Tân, Mỹ Thuận, Mỹ Đông, Mỹ Hòa.
Ngày 2 tháng 2 năm 1991, Ban Tổ chức Chính phủ ban hành Quyết định số 51/QĐ-TCCP về việc sáp nhập xã Việt Thắng vào xã Trần Thới.
Ngày 6 tháng 11 năm 1996, Quốc hội ban hành Nghị quyết về việc chia tỉnh Minh Hải thành tỉnh Bạc Liêu và tỉnh Cà Mau. Khi đó, xã Trần Thới thuộc huyện Cái Nước, tỉnh Cà Mau.
Ngày 25 tháng 6 năm 1999, Chính phủ ban hành Nghị định số 42/1999/NĐ-CP về việc thành lập xã Việt Thắng trên cơ sở có 3.865,27 ha diện tích tự nhiên và 10.300 người của xã Trần Thới.
Sau khi điều chỉnh địa giới hành chính, xã Trần Thới có 3.830,13 ha diện tích tự nhiên và 13.734 nhân khẩu.